# Эль-Менакил
Эль-Менакил или Эль-Менагил (араб. المناقل‎) — город на юго-востоке Судана, расположенный на территории штата Эль-Гезира.

## Географическое положение
Город находится в юго-западной части штата, на высоте 411 метров над уровнем моря.
Эль-Менакил расположен на расстоянии приблизительно 57 километров к востоку-юго-востоку (ESE) от Вад-Медани, административного центра провинции и на расстоянии 145 километров к юго-юго-западу (SSW) от Хартума, столицы страны.

## Демография
По данным последней официальной переписи 1993 года, население составляло 65 405 человек.
Динамика численности населения города по годам:
| 1973   | 1983   | 1993   | 2012    |
| ------ | ------ | ------ | ------- |
| 15 223 | 36 090 | 65 405 | 137 739 |